# Sinaloa
Sinaloa jedna je od 31 saveznih država Meksika, smještena u sjeverozapadnom dijelu zemlje, na obali Kalifornijskog zaljeva. Država se prostire na 58.328 km², u njoj živi 3.026.943 stanovnika (2020), glavni grad je Culiacán.
Sinaloa je okružena saveznim državama Sonora i Chihuahua sa sjevera, s juga Nayarit, s istoka državom Durango i na zapadu preko Kalifornijskog zaljeva državom Baja California Sur. 

## Općine
- Ahome
- Angostura
- Badiraguato
- Choix
- Concordia
- Cosalá
- Culiacán
- El Fuerte
- Elota
- Escuinapa
- Guasave
- Mazatlán
- Mocorito
- Navolato
- Rosario
- Salvador Alvarado
- San Ignacio
- Sinaloa